# Elzas (wijnstreek)

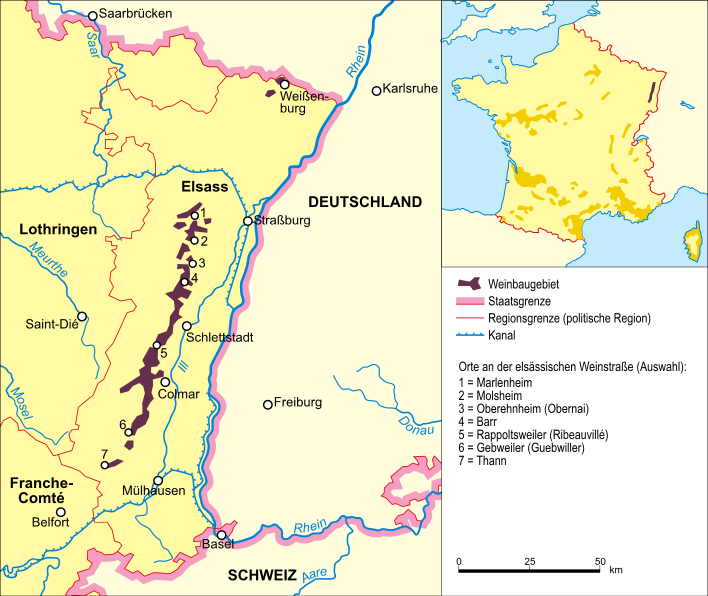
Kaart van de Elzas

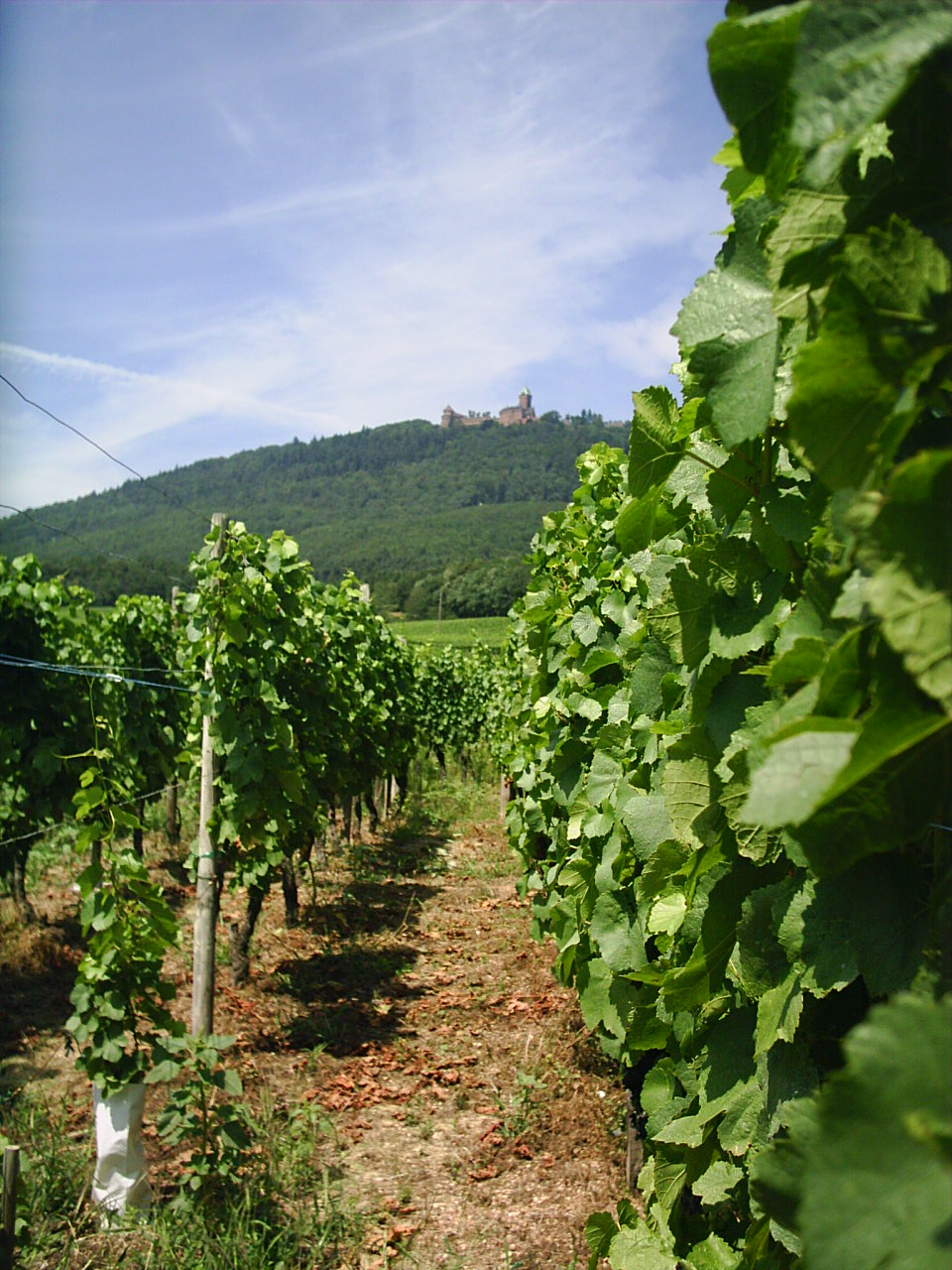
Kasteel Haut-Koenigsbourg met wijngaarden

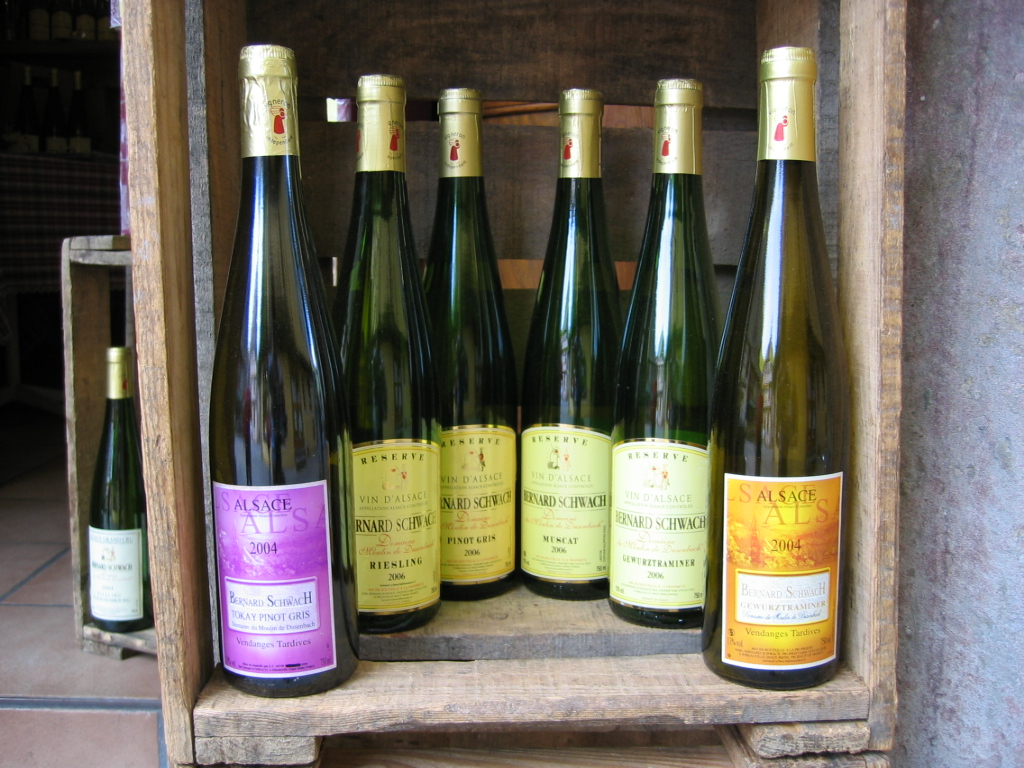
Wijn van de Elzas in traditionele flessen

De Elzas (Alsace) is de meest oostelijke wijnstreek in Frankrijk, gelegen tussen de Vogezen in het westen en de Rijn in het oosten, noordelijk begrensd door Straatsburg, zuidelijk door Mulhouse. Hogerop bevinden zich nog twee kleinere deelgebieden.
De noordelijke wijngaarden van de Elzas vormen vanaf Ammerschwihr (vlak bij Colmar) tot Wissembourg als uiterst noordelijk punt een verbrokkeld gebied. De zuidelijke wijngaarden van de Elzas liggen tussen Colmar en Mulhouse. In Colmar wordt jaarlijks een wijnkoningin gekozen om de consument over de wijn van de streek te informeren.
In de Elzas worden vooral stille witte wijnen gemaakt alhoewel het percentage mousserende wijn, de zogenaamde Crémant d' Alsace, gestaag toeneemt. Er wordt ook een klein percentage rode wijn geproduceerd.
Met uitzondering van de Crémant worden Elzaswijnen verkocht in een fles van het type ‘Rijnwijn’, de ‘flûte d’Alsace’. Dit type fles is wettelijk voorgeschreven.

## Terroir
De wijnstreek ligt in de twee Franse departementen Bas-Rhin en Haut-Rhin. Het totale wijnbouwareaal is zo'n 15.500 hectare groot waarvan ongeveer 60% in het zuidelijker gelegen Haut-Rhin en de rest in Bas-Rhin.
- Bodem: De Elzas kent een grote variatie aan bodemtypes die op korte afstand kunnen wisselen. Je treft er zowel kalk, leisteen, mergel, graniet als vulkaanbodem.
- Klimaat: Het gebied wordt door de Vogezen beschut tegen neerslag en koelte uit het noorden en westen. Het is er daarom relatief, gezien de noordelijke ligging, warm en droog.

## Elzasser druiven
De wijnen van de Elzas zijn veelal monocépagewijnen. Ze worden van één druivenras gemaakt en worden niet, zoals elders in Frankrijk, benoemd naar de naam van de regio of het dorp waarin de productie plaatsvindt, maar naar de naam van het gebruikte druivenras.
Gewurztraminer, Riesling, Pinot gris en de Muscat zijn de zogenaamde edele druivenrassen van de Elzas. Alleen deze druiven zijn toegestaan voor de Alsace Grand Cru Appellation d'Origine Contrôlée. In 2015 is een aanvraag gedaan om de Pinot Noir hier aan toe te voegen.
De belangrijkste zeven druivenrassen van de Elzas zijn in volgorde van meest aangeplant:
- Riesling – Een typische druif van de Rijnvallei. In de Elzas heeft de Riesling aan het eind van de 15e eeuw zijn intrede gedaan. Sinds de jaren 60 is het de meest aangeplante druif. Brengt in de Elzas en Duitsland de beste wijn voort.
- Pinot blanc – Levert soepele wijn met een licht bouquet op. Pinot blanc en Auxerrois worden vaak samen als pinot blanc of pinot aangeduid. Heel vaak dient hij als druif voor de basiswijn van Crémant d’Alsace.
- Gewurztraminer (Traminer Rose) – Heet elders ook gewürztraminer, maar wordt in Frankrijk zonder umlaut geschreven. De oudste druivensoort van de streek, is een kleine wit-roze druif, die enkel voor de productie van witte wijn wordt gebruikt.
- Pinot gris – Is een kleine blauwe druif die groeit in compacte trosjes. Voorheen heette deze druif hier Tokay d'Alsace. Deze naam mag vanaf 2005 niet meer gebruikt worden wegens verwarring met de Hongaarse Tokaji.
- Sylvaner – Sylvaner wordt van oudsher geteeld in de Elzas. De druif is afkomstig uit Oostenrijk en besloeg in de jaren 70, wegens zijn grote opbrengst, de grootste oppervlakte van de Elzas. In de loop der jaren is hij uit de gratie geraakt doordat er veelal matige kwaliteit wijnen van gemaakt werden. Wijnen van deze druif kunnen van goede kwaliteit zijn mits ze op een goede bodem staan en de opbrengst beperkt wordt.
- Pinot Noir – Het is de enige toegestane druif voor het maken van rode wijn. Behalve voor stille wijnen, wordt hij ook gebruikt voor de productie van witte en rosé Crémant d´Alsace.
- Muscat – Bestaat uit twee soorten, die vermengd worden voor de productie van de wijnen: Muscat d'Alsace en Muscat Ottonel.

Daarnaast komen er nog in kleine hoeveelheden de volgende druivenrassen voor:
- Auxerrois blanc – Wordt vaak samen met Pinot blanc gebruikt en dan onder de naam Pinot blanc of Pinot op de markt gebracht.
- Klevener de Heiligenstein – De Klevener is synoniem met de Savagnin rose, de roze en niet-aromatische variant van de Savagnin blanc en familie van de Traminer. De productiezone is beperkt tot het lieu-dit Au bij het dorp Heiligenstein.
- Chardonnay
- Chasselas – Is een verdwijnende soort, die nog door de Romeinen vanuit Zwitserland ingevoerd werd. De wijn draagt ook de naam Gutedel. De wijn van deze druif wordt doorgaans niet op fles gebracht, maar als open wijn in cafés en restaurants geschonken.
- Knipperlé – Ook de wijn van deze druif wordt doorgaans niet op fles gebracht, maar als open wijn in cafés en restaurants geschonken.

Men kent in de Elzas slechts een tweetal assemblagewijnen:
- Zwicker of Edelzwicker: Een wijn die wel gemaakt wordt van verschillende druivenrassen. De witte variant komt het meeste voor, echter sporadisch wordt er ook een exclusive rode variant geproduceerd, de zogenaamde Rote Edelzwicker. De assemblages kunnen van verschillende druivenrassen zijn in verschillende verhoudingen. De druiven kunnen samen of ieder afzonderlijk gevinifieerd worden. Vermelding van het oogstjaar hoeft niet.
- Gentil: Is voorbehouden aan asemblagewijnen van betere kwaliteit dan de Edelzwicker. Die assemblage moet voor minstens 50% bestaan uit Riesling, Muscat, Pinot Gris en/of Gewurztraminer, de rest uit Sylvaner, Chasselas en/of Pinot Blanc. Iedere druif moet afzonderlijk gevinifieerd worden alvorens geassembleerd te worden en moet goedkeuring gekregen hebben voor de AOC Alsace. Gentil mag pas op de markt komen nadat de wijn op fles geproefd en goedgekeurd is.

## AOC's
De Elzas kent de volgende AOC's:
- Alsace: AOC sinds 1962. Basisappellation voor de hele regio. Naast de naam van het druivenras kan ook de naam van een gemeente (11 gemeentes) of een wijngaard vermeld worden op het etiket. Deze laatste is dan niet geklasseerd, maar brengt wel vaak wijnen voort met een eigen karakter. Alsace vertegenwoordigt momenteel 74% van de totale productie in de Alsace. Daarvan is 92% wit
- Alsace Grand Cru: AOC sinds 1975. Aan deze wijn worden strengere eisen gesteld dan die van de Alsace. Er zijn 51 geklasseerde wijngaarden waarvan de naam altijd op het etiket vermeld staat. In 2011 zijn alle 51 apart erkend als individuele appellations. Alleen Riesling, Gewurztraminer, Pinot gris en Muscat zijn toegelaten als druivenrassen. De eerste uitzondering hierop is Zotzenberg (Mittelbergheim). Hier is ook de Sylvaner toegestaan in de Grand Cru appellation. In 2016 is voor de Grand Crus Hengst Verbourg en Kirchberg de Barr ook pinot noir toegestaan. De Grands Crus d’Alsace vertegenwoordigen een gemiddelde jaarlijkse productie van ongeveer 45.000 hectoliter, wat neerkomt op slechts 4% van het totaal aan Elzaswijnen. De 51 Alsace Grand Cru's zijn:
  - Altenberg de Bergbieten
  - Altenberg de Bergheim
  - Altenberg de Wolxheim
  - Brand (Turckheim)
  - Bruderthal (Molsheim)
  - Eichberg (Eguisheim)
  - Engelberg (Dahlenheim & Scharrachbergheim)
  - Florimont (Ingersheim & Katzenthal)
  - Frankstein (Dambach-la-Ville)
  - Froehn (Zellenberg)
  - Furstentum (Kientzheim & Sigolsheim)
  - Geisberg (Ribeauvillé)
  - Gloeckelberg (Rodern & Saint-Hippolyte)
  - Goldert (Gueberschwihr)
  - Hatschbourg (Hattstatt & Voegtlinshoffen)
  - Hengst (Wintzenheim)
  - Kaefferkopf (Ammerschwihr)
  - Kanzlerberg (Bergheim)
  - Kastelberg (Andlau)
  - Kessler (Guebwiller)
  - Kirchberg (Barr)
  - Kirchberg (Ribeauvillé)
  - Kitterlé (Guebwiller)
  - Mambourg (Sigolsheim)
  - Mandelberg (Mittelwihr & Beblenheim)
  - Marckrain (Bennwihr & Sigolsheim)
  - Moenchberg (Andlau & Eichhoffen)
  - Muenchberg (Nothalten)
  - Ollwiller (Wuenheim)
  - Osterberg (Ribeauvillé)
  - Pfersigberg (Eguisheim & Wettolsheim)
  - Pfingstberg (Orschwihr)
  - Praelatenberg (Kintzheim)
  - Rangen (Thann & Vieux-Thann)
  - Rosacker (Hunawihr)
  - Saering (Guebwiller)
  - Schlossberg (Kientzheim)
  - Schoenenbourg (Riquewihr & Zellenberg)
  - Sommerberg (Niedermorschwihr & Katzenthal)
  - Sonnenglanz (Beblenheim)
  - Spiegel (Bergholtz & Guebwiller)
  - Sporen (Riquewihr)
  - Steinert (Pfaffenheim & Westhalten)
  - Steingrubler (Wettolsheim)
  - Steinklotz (Marlenheim)
  - Vorbourg (Rouffach & Westhalten)
  - Wiebelsberg (Andlau)
  - Wineck-Schlossberg (Katzenthal & Ammerschwihr)
  - Winzenberg (Blienschwiller)
  - Zinnkoepflé (Soultzmatt & Westhalten)
  - Zotzenberg (Mittelbergheim)
- Crémant d'Alsace. AOC sinds 1976. Ze is bedoeld voor de mousserende elzaswijnen. Deze wijnen hebben een tweede gisting op fles. Ze worden vooral gemaakt van Pinot blanc, maar ook van Pinot gris, Pinot noir, Riesling of Chardonnay. De AOC Crémant d’ Alsace vertegenwoordigt momenteel zo'n kwart van de totale productie in de Elzas. Ruim 80% ervan wordt in Frankrijk gedronken.

Binnen het systeem van de appellations kent men ook nog twee speciale type wijnen:
- Vendange tardive: Voor deze wijnen zijn alleen de Riesling, Pinot gris, Muscat en Gewurztraminer toegestaan. Deze wijnen worden gemaakt van overrijpe druiven en beschikken over de nodige restsuiker.
- Sélection de grains nobles: Voor deze wijnen zijn ook alleen de Riesling, Pinot gris, Muscat en Gewurztraminer toegestaan. Het is een zeldzame wijn die alleen in goede jaren gemaakt kan worden wanneer de druiven zijn aangetast door de botrytis cinerea (edele rotting). Ze is zeer intens van smaak. Vergelijkbaar met Duitse Trockenbeerenauslese.